# Jit (film)
Jit – zimbabwejska komedia romantyczna z 1990 roku w reżyserii Michaela Raeburna.

## Obsada
- Dominic Makuwachuma – U.K.
- Sibongile Nene – Sofi
- Farai Sevenzo – Johnson
- Winnie Ndemera – Jukwa
- Lawrence Simbarashe – Chamba